# Ци гун
Ци гун или чи гун, също чигун (в превод от китайски – работа с ци, ци или чи на китайски език – дъх, дихание) е древна китайска медитативна система с грациозни движения и дихателни упражнения. Чи гун задвижва енергията в тялото и подобрява цялостното здраве на организма. Макар че чи гун често е отнасян към бойните изкуства или тай чи, разликата е, че движенията на чи гун са всъщност много по-бавни и фокусирани върху вътрешната чи.
Чи гун има повече от 10 000 стила и над 200 милиона души по света, които го практикуват. Сред причините за популярността са: 1) постигане на сила, подобряване на здравето и обръщане хода на заболяванията, 2) получаване на умения за работа с чи, например за създаване на лечителни умения, 3) създаване на по-добра връзка с „Дао, Бог, Източника“ за по-смислена връзка с природата и света.
Ци гун е описан в Хуанди Нейдзин – Наръчник по вътрешна медицина на Жълтия император, който е най-старият трактат в Китай, посветен на медицината. Смята се, че е написан през Периода на воюващите царства. Терминът не е широко използван и познат до 1980 – а това е период, наричан от някои „Чи гун вълната“, през който групи от 10 000 – 40 000 души регулярно се събират на китайските стадиони, за да практикуват чи гун заедно. Много от практикуващите искат да видят научно изучаване на чи гун, а не свързването му с политически въпроси или суеверия, но тези усилия в много голяма степен се провалят в Китай, тъй като там все още не се предлагат курсове официално на гражданите. Понастоящем има движение в САЩ, Европа и други западни култури за запазването на ценните аспекти на тези традиционни китайски практики.
Повечето медици практикуващи чи гун и много практикуващи традиционна китайска медицина, както и самото китайско правителство гледат на чи гун като сбор от дихателни и двигателни упражнения с възможни ползи за здравето чрез намаляване на стреса и упражнения, но други практикуващи гледат на чи гун по-скоро в метафизичен смисъл, твърдейки, че чи може да се усети като вибрации и физически циркулира през каналите, наречени меридиани. Много съобщават за редукция или елиминиране на болката чрез използване на чи гун.

## Същност

### Чи
Основна статия: Чи.
Според древния китайски възглед, Чи е универсалната космическа енергия, която подхранва всичко съществуващо. Всяко нещо, било то обект или мисъл, е подхранено от своя собствена специфична енергия – чи. Това е силата, която прави например камъка твърд, а водата – мека. Чи е естественото свойство на нещата, при това в нея има два основни аспекта – присъствие (активност) или отсъствие (пасивност), като в присъствието си тя дава жизнената си сила (атрибут) на обекта/субекта. Действената чи и нейните свойства могат да се преувеличат от съзнанието, като това може да е здравословно, но и вредоносно при неправилно насочване и управляване на чи.
Според традиционната китайска медицина, в човешкото тяло енергията чи тече по определени канали, подобно на кръвта с кръвоносните съдове. С определени упражнения и движения, по метода на потенцирането, тези канали се разширяват до постигане на изравняване на напрежението между външната и вътрешната чи. Това води до пълната хармония между вътрешния и външния свят.

### Ин и ян
Основна статия: Ин и ян.
Аспектът „има“ се бележи като „Ян“, обратното е „Ин“. Хармоничната Ци е колкото „Ин“, толкова и „Ян“.
Символиката на Ин и Ян е позната като Тай Дзи – Велик предел, където двете са едно и се определят помежду си. В своето висше развитие Ин започва да затихва и преминава в Ян, и обратно. Когато се намесват в естествения ход на нещата, хората, поради желанията си, или отнемат или придават Ци, това е психосоматичната представа на Ци гун.

### Дао
Основни статии: Даоизъм и Дао.
Според древните китайски представи, съществуват пет вътрешни органа, които съответстват на петте елемента – работата по балансирането на диханието в петте вътрешни органа може да доведе адепта до Великата хармония на Дао. Това е и крайната цел на Ци гун. По пътя към тази цел се постига физическото и психическо здраве.

## Приложение
Днес милиони практикуват в Китай и по света регулярно практиката на чи гун основно като поддържащо здравето упражнение. Извън Китай чи гун също има многобройни последователи. В същото време чи гун и близките до него дисциплини са още асоциирани с бойните изкуства и медитативните практики на таоистките и будистките монаси, професионалните майстори по бойни изкуства и техните студенти. Но днес тези практики са широко достъпни за общата публика в Китай и по света. Тоест чи гун може да бъде изучаван и практикуван свободно, извън традициите на отделните бойни школи, по чисто здравословни причини.
Медицинският чи гун, като лечение, е официално признат за стандартна медицинска техника в Китай от 1989 и е включен в курсовете и програмите на основни университети в Китай. След години на дебат китайското правителство решава официално да управлява чи гун през правителствена регулация през 1996 и въвежда чи гун като чст от техния Национален здравен план.
Днес чи гун се практикува предимно като лечебна гимнастика и е част от официалната програма по физическо възпитание на Китайската народна република.

### Бойни изкуства
Изучаването на Ци гун е в основата на обучаването на всички китайски китайски бойни изкуства. Различават се Шаолински Ци гун, Тайдзи Ци гун и др.

## В популярната култура
- Във филма Saving face дядото на Вивиян практикува чи гун
- Някои елемети на концепцията за чи могат да бъдат намерени в популярната култура, например силата в Междузвездни войни има някои от качествата на чи. [4]